# Trolejbusy w Opawie
Trolejbusy w Opawie - sieć trolejbusowa, znajdująca się Opawie, mieście położonym w północno-wschodniej części Czech, w kraju morawsko-śląskim. Sieć zarządzana jest przez Městský dopravní podnik Opava (Miejskie Przedsiębiorstwo Komunikacyjne Opawa).

## Historia

### Początki trolejbusów w Opawie
Początkowo opawską komunikację miejską stanowiły tramwaje. W roku 1950 podjęto decyzję, że tramwaje zostaną zastąpione trolejbusami. W tym samym roku rozpoczęto budowę nowej sieci – pierwszy odcinek, który biegł od Stadionu obok Dworca Wschodniego przez centrum do szpitala, oddano do użytku 24 sierpnia 1952 roku. Wówczas przeprowadzenie linii trolejbusowych w centrum było bardziej skomplikowane niż dziś. Przede wszystkim dążono do tego, aby było jak najmniej skrzyżowań sieci trolejbusowej z tramwajową. Ostatecznie komunikację tramwajową w Opawie zlikwidowano w roku 1956.
W roku 1952 rozpoczęto budowę kolejnej linii, którą oddano do eksploatacji rok później. Był to odcinek między Górnym Rynkiem (Horní náměstí) (gdzie odłączała się od pierwszej linii) a przedsiębiorstwem maszynowym Ostroj. W roku 1953 otwarto kolejną linię. Łączyła się z odcinkiem manewrowym między placem Republiki (náměstí Republiky) a zajezdnią trolejbusów i biegła dalej do Jaktarza. Następna linia zastąpiła ostatnią linię tramwajową i biegła do Katarzynek. Wybudowano ją w roku 1957. W innej części miasta wybudowano krótki odcinek między szpitalem a nową pętlą Vítkovská.

### Okres modernizacji (1970-1982)
W połowie lat 60. zmieniono skomplikowany układ linii w centrum miasta; wcześniejsze linie jednokierunkowe przebudowano na dwukierunkowe. W roku 1970 dobudowano krótki odcinek od szpitala do miejskiego cmentarza. W połowie lat 70. zmodernizowano ulicę Ołomuniecką (Olomoucká), w tym samym czasie prowadzono przebudowę skrzyżowania Praskowa – Komeńskiego. Końcem lat 70. zawieszono ruch trolejbusów do Katarzynek z powodu dużych uszkodzeń starych konstrukcji. Równocześnie była modernizowana ulica Karniowska (Krnovská), więc trolejbusy nie jeździły także do Jaktarza. Okres modernizacji i związanych z tym przerw w eksploatacji zakończył się w roku 1982.

### Współczesność

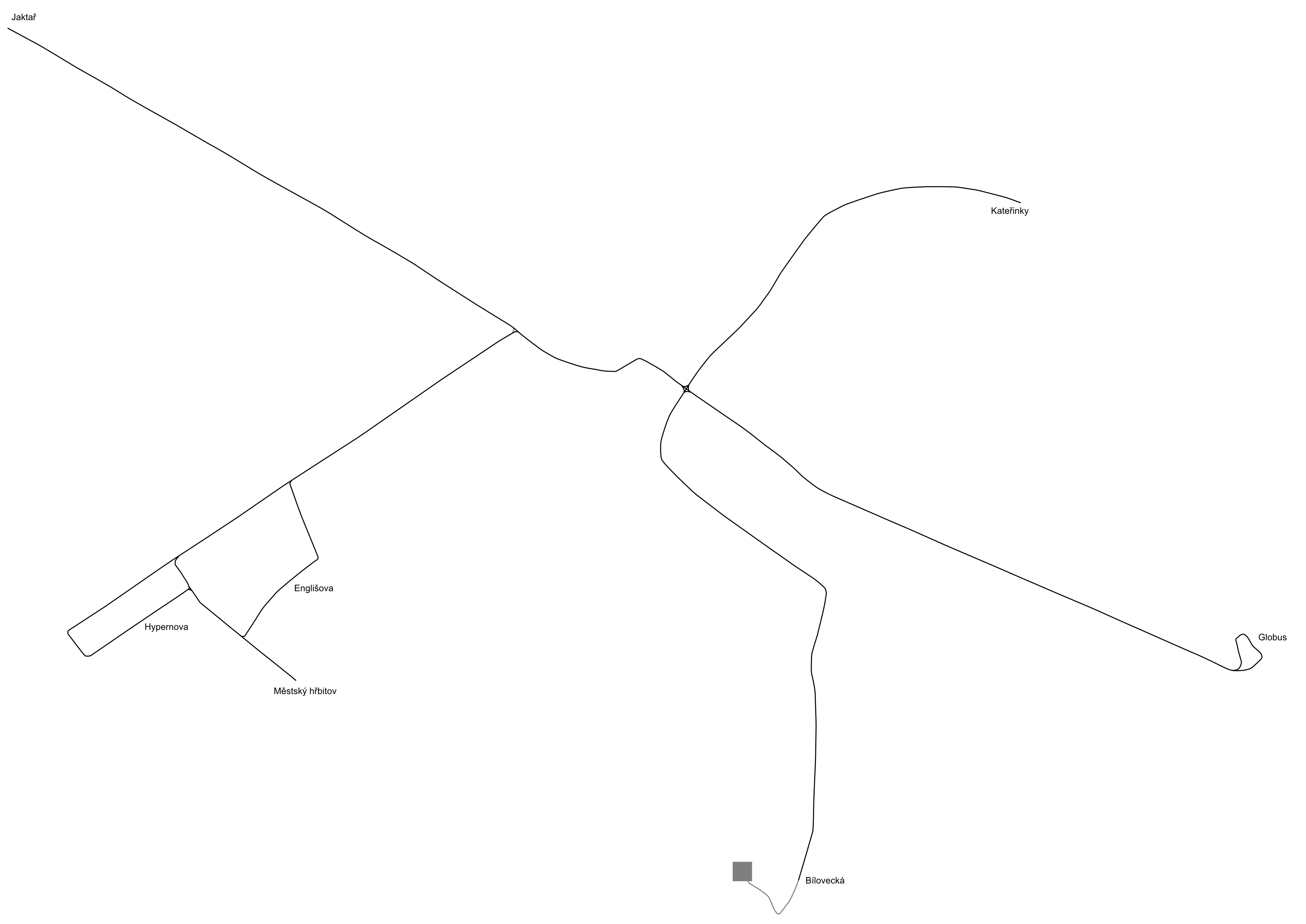
Schemat sieci trolejbusowej w Opawie (stan z roku 2009)

W roku 1985 sieci trolejbusowej przybył nowy odcinek - dobudowano pętlę Bílovecká (przedłużenie od Stadionu). Planowano wówczas budowę nowej zajezdni w Kileszowicach, która miałaby zastąpić odziedziczoną po tramwajach zajezdnię przy ulicy Karniowskiej. Budowę jednak przerwano w roku 1994. Dokończono ją dopiero w roku 2002. Ostatnie rozbudowy w sieci były związane z otwarciem nowych centrów handlowych (Hypernova i Globus) w latach 2000 i 2001, były to jednak tylko krótkie odcinki.

## Niezrealizowane projekty rozbudowy sieci

### Biłowiecka – Kileszowice szkoła
Można powiedzieć, że plan budowy odcinka Biłowiecka (Bílovecká) – Kileszowice szkoła (Kylešovice škola) jest wciąż aktualny. Obecnie używana pętla w Kileszowicach (przystanek Biłowiecka) była wybudowana w roku 1985 jako tymczasowa. Mimo to, niezmiennie funkcjonuje również w 2010 r. Chociaż nie ma sprecyzowanych planów rozbudowy sieci do przystanku Kileszowice szkoła, jest to projekt wciąż brany pod uwagę.
Współcześnie (2009) linia nr 221, która łączy pętlę Biłowiecka z przystankiem Kileszowice szkoła, jest obsługiwane przez trolejbus z pomocniczym agregatem.

### Centrum – Katarzynki-Zachód
Kolejną planowaną linią było połączenie z pętlą Katarzynki-Zachód (Kateřinky-západ). Wzdłuż planowanej linii w roku 1992, w ramach remontu ulicy Wierzchniej (Vrchní), zostały postawione słupy trakcyjne w okolicy planowanej pętli (słupy stały jeszcze w roku 2008). Linia miała biec ulicą Piekarską (Pekařská). Na końcu Piekarskiej, v Katarzynkach, linia miała skręcać w ulicę Wierzchnią, skąd jeden kierunek skręcałby w Rolniczą (Rolnická). W tym miejscu znajdował się końcowy przystanek autobusowy Katarzynki-Zachód i z tego miejsca linia trolejbusowa miałaby jednokierunkowo biec ulicą Hilową z powrotem na Wierzchnią.
Obecnie (2010) ulicą Wierzchnią (podobnie, jak na pętlę Kileszowice szkoła) jeździ linia 221, obsługiwana trolejbusami z pomocniczym agregatem. Autobusowa pętla Rolnicza, Katarzynki-Zachód, została zlikwidowana w roku 2001.

### Opawa – Branka koło Opawy – Grodziec nad Morawicą
Ciekawym projektem była budowa linii do Grodźca nad Morawicą. Linia miała zaczynać się na zlikwidowanej już pętli Stadion. Od Stadionu linia miała mieć długość ok. 11 km, z czego ok. 1 km miała przebiegać po linii, która już istniała i wciąż jest używana. Przebieg linii miał być następujący: Stadion – Dworzec Wschodni – Okrąg Dworcowy – Droga krajowa nr I/57 – Branka koło Opawy - Grodziec nad Morawicą. Pętla w Grodźcu nad Morawicą miała znajdować się w dzielnicy Kajlowiec.
Na pętli w Kajlowcu miała znajdować się podstacja elektryczna zasilająca linię. Przewody trakcyjne miały być mocowane przy pomocy liny nośnej (Ten sposób zawieszenia przewodów trakcyjnych zastosowano m.in. na linii trolejbusowej z Czeskich Budziejowic do sąsiedniego Borku). Linię miały obsługiwać trolejbusy Škoda 15Tr.
Projekt został opracowany w roku 1990, a oddanie linii do eksploatacji przewidywano na rok 1996. Warunkiem realizacji projektu była likwidacja linii kolejowej nr 315 (Opawa Wschód – Grodziec nad Morawicą). Projektu jednak nie udało się zrealizować ze względów finansowych oraz z powodu ówczesnych problemów z powierzchnią niezbędną na parkowanie i utrzymanie pojazdów. Należy jednak zauważyć, że pomysł utrzymywał się dość długo, choć później przestał być uznawany za realny. Budowa takiej linii byłaby zbyt droga i niepotrzebna.

## Tabor

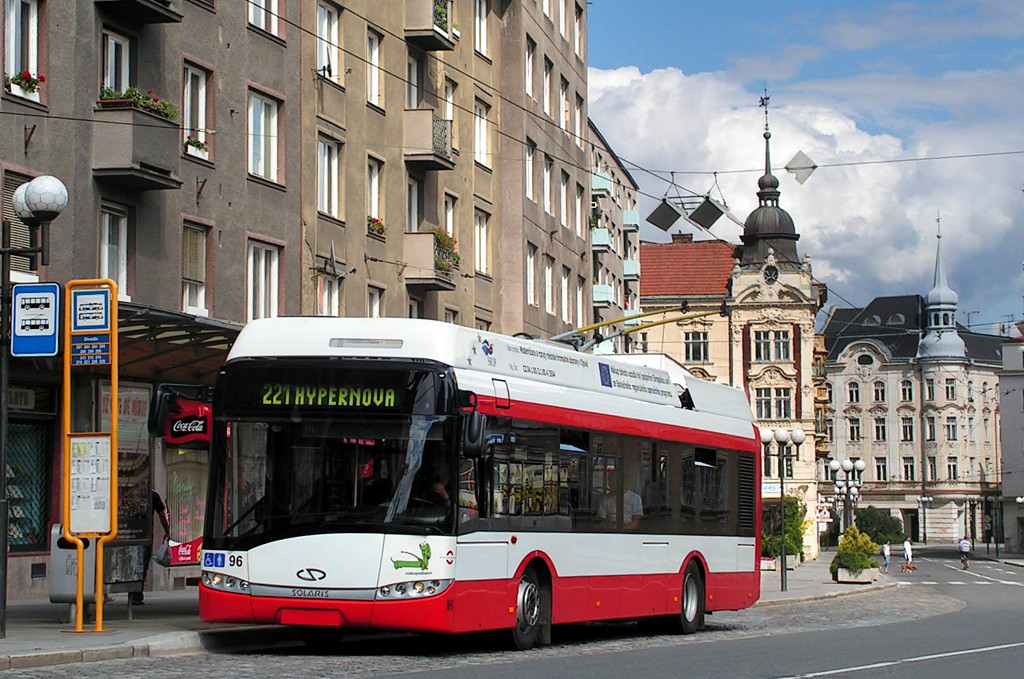
Solaris Trollino 12 AC III generacji z pomocniczym agregatem

Pierwszymi trolejbusami w Opawie były pojazdy Škoda 7Tr, których w sumie otrzymano 12 (+ 4 używane z Mariańskich Łaźni). Następne były identycznie wyglądające Škoda 8Tr (5 sztuk). W latach 1963–1981 miasto otrzymało kolejne trolejbusy, tym razem Škoda 9Tr (w sumie 27 sztuk). W roku 1982 w Opawie przybyły używane do dziś trolejbusy Škoda 14Tr (od roku 1995 w zmodernizowanej wersji Škoda 14TrM). Pierwszy niskopodłogowy trolejbus pojawił się w Opawie w 2001 roku. Była to Škoda 21Tr. Od roku 2003 tabor opawskiej komunikacji miejskiej wzbogacany jest niskopodłogowymi trolejbusami Solaris Trollino 12. W roku 2006 kupiono pierwsze trolejbusy Trollino z pomocniczym agregatem. Używane są na kilku odcinkach pozbawionych trakcji elektrycznej (np. dojazd do szkoły w Kyleszowicach). Najnowszy typ to Škoda 26Tr Solaris, pierwsze 4 sztuki pojawiły się w Opawie w czerwcu 2010.

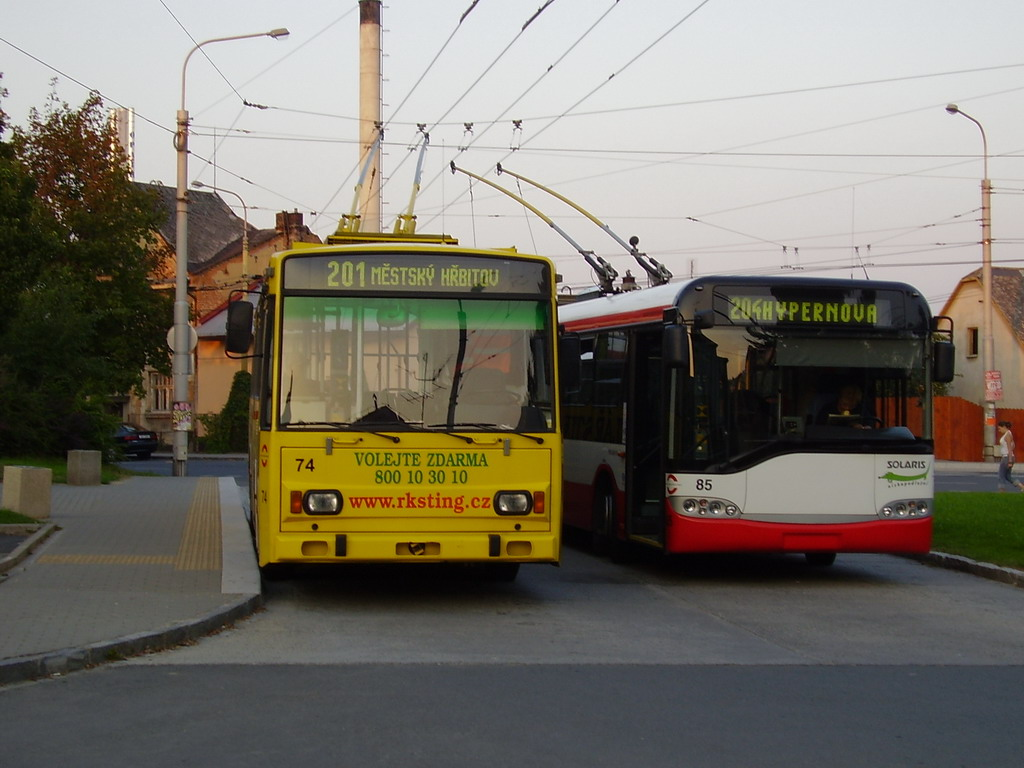
Opawskie trolejbusy Škoda 14TrM (z lewej) a Solaris Trollino 12 AC

Obecnie (czerwiec 2010) tabor składa się z około 35 pojazdów następujących typów:
| Zdjęcie | Typ                 | Model                                          |
| ------- | ------------------- | ---------------------------------------------- |
|         | Škoda 14Tr          | Škoda 14Tr, Škoda 14TrR, Škoda 14TrM           |
|         | Škoda 21Tr          | Škoda 21Tr                                     |
|         | Solaris Trollino 12 | Solaris Trollino 12 DC, Solaris Trollino 12 AC |
|         | Škoda 26Tr Solaris  | Škoda 26Tr Solaris                             |

## Zajezdnie
- Zajezdnia Kileszowice,
- Zajezdnia na ulicy Karniowskiej (pierwotnie tramwajowa, obecnie [2010] już zlikwidowana i sprzedana).

## Literatura
Praca zbiorowa: 50 let trolejbusové dopravy v Opavě. Společnost městské dopravy Opava, Opava 2002.